# Varyl Begg
Sir Varyl Cargill Begg, GCB, DSO, DSC, KStJ (* 1. Oktober 1908 in Kensington, London; † 13. Juli 1995 in Headbourne Worthy, Hampshire) war ein britischer Seeoffizier der Royal Navy, der zuletzt als Flottenadmiral (Admiral of the Fleet) zwischen 1966 und 1968 Erster Seelord (First Sea Lord) war. Darüber hinaus fungierte er von 1969 bis 1973 als Gouverneur von Gibraltar.

## Leben

### Ausbildung zum Seeoffizier und Zweiter Weltkrieg
Varyl Cargill Begg, Sohn von Francis Cargill Begg und dessen Ehefrau Muriel Clare Robinson, begann nach dem Besuch der St Andrews School in Eastbourne sowie des renommierten Malvern College 1926 seine Ausbildung als Seekadett und wurde am 1. September 1927 zum Midshipman sowie am 1. Januar 1930 zum Sub-Lieutenant befördert. Nachdem er zwischen dem 28. September 1933 und August 1934 einen Geschützdienst-Lehrgang an der Gunnery School absolviert hatte, wurde er am 1. Dezember 1934 zum Lieutenant befördert. Nach verschiedenen Verwendungen erfolgte am 1. Dezember 1938 seine Beförderung zum Lieutenant Commander sowie vom 23. Juni 1939 bis Oktober 1940 eine Verwendung als Geschützoffizier auf dem Leichten Kreuzer Glasgow.
Danach war Begg im weiteren Verlauf des Zweiten Weltkrieges zwischen Januar 1941 und Dezember 1942 Geschützoffizier auf dem Schlachtschiff Warspite. Während dieser Zeit nahm er am 28. März 1941 an der Schlacht bei Kap Matapan teil und wurde hierfür am 29. Juli 1941 mit dem Distinguished Service Cross (DSC) ausgezeichnet. Er wurde am 31. Dezember 1942 zum Commander befördert und fand zuletzt vom 6. Mai 1943 bis Juli 1945 Verwendung in der Abteilung für Geschütz- und Luftabwehrkriegsführung in der Admiralität.

### Nachkriegszeit und Admiral

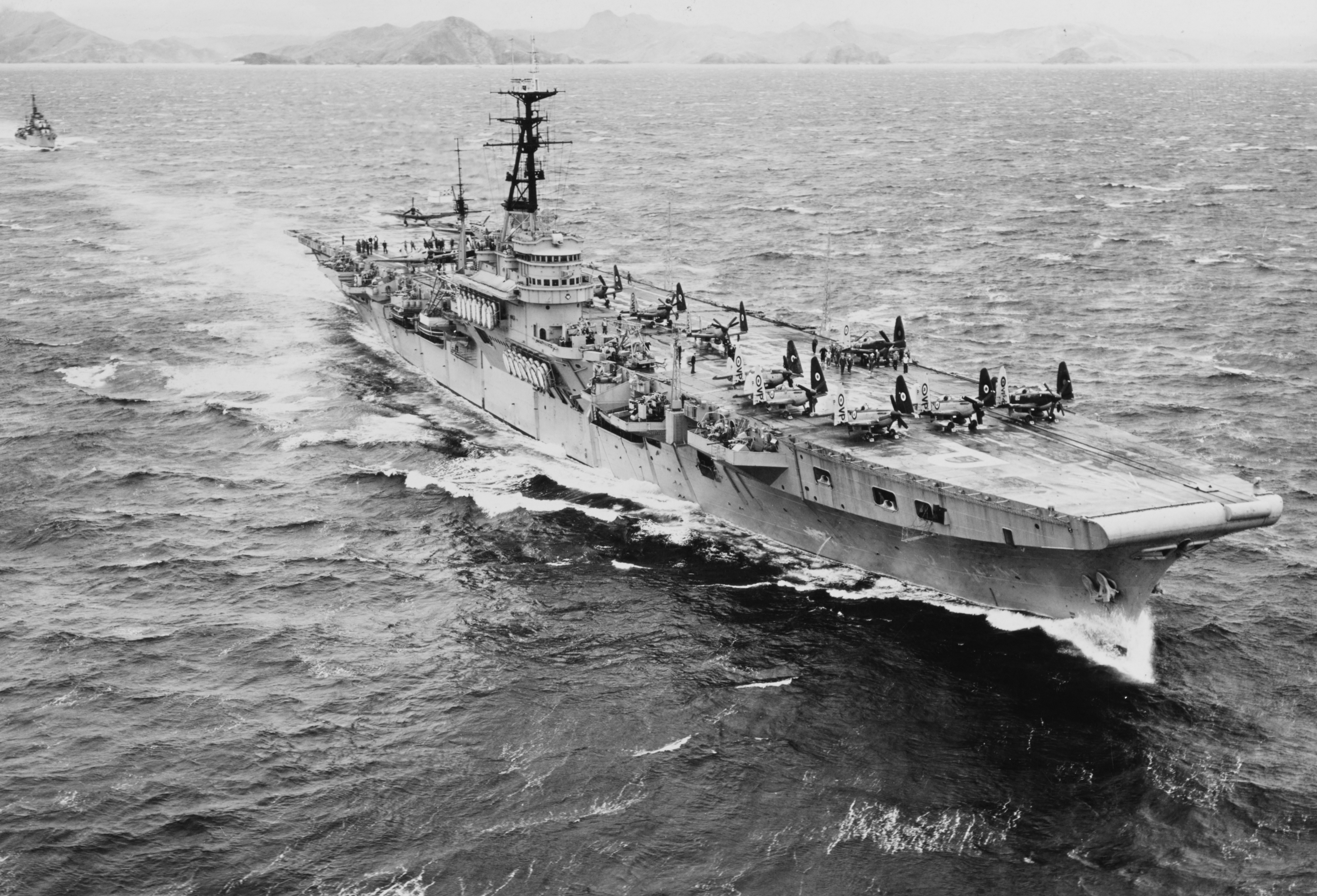
Kapitän zur See Begg fungierte von Dezember 1954 bis Januar 1956 als Kommandant des Flugzeugträgers HMS Triumph

Am 30. Juni 1947 wurde Begg zum Captain befördert und war als solcher vom 15. April 1948 bis 1950 Kommandant der in den Royal Naval Barracks auf dem Chatham Dockyard untergebrachten HM Gunnery School. Im Anschluss fungierte er von August 1950 bis Februar 1952 als Kommandeur (Commanding Officer) des 8. Zerstörergeschwaders (8th Destroyer Squadron) mit dem Zerstörer HMS Cossack als Flaggschiff. Für seine Verdienste im Koreakrieg wurde er am 29. Juni 1951 im Kriegsbericht erwähnt (Mentioned in dispatches) und zudem am 3. Oktober 1952 mit dem Distinguished Service Order (DSO) ausgezeichnet. Danach war er zwischen April 1952 und März 1954 Kommandant der Gunnery School HMS Excellent in Portsmouth. Nachdem er 1954 das Imperial Defence College (IDC) absolviert hatte, fungierte er von Dezember 1954 bis Januar 1956 als Kommandant des Flugzeugträgers HMS Triumph sowie ab dem 7. Juli 1956 als Aide-de-camp für die Marine von Königin Elisabeth II.
Nachdem Varyl Begg am 7. Januar 1957 zum Rear-Admiral befördert worden war, löste er im Februar 1957 Rear-Admiral Philip Burnett als Chef des Stabes beim Oberkommandierenden des Marinestützpunktes Mount Wise bei Plymouth (Chief of Staff to Commander-in-Chief, Plymouth) ab und verblieb in dieser Verwendung bis September 1958, woraufhin Rear-Admiral Edmund Currey seine Nachfolge antrat. Danach löste er im Dezember 1958 Vice-Admiral Laurence Durlacher als Kommandeur des 5. Kreuzergeschwaders (Flag Officer Commanding, Fifth Cruiser Squadron) ab und verblieb in dieser Verwendung bis zu seiner Ablösung durch Rear-Admiral Michael Le Fanu im Juli 1960. Zugleich fungierte er zwischen Dezember 1958 und Juli 1960 in Personalunion auch als stellvertretender Kommandeur der Seestreitkräfte im Fernen Osten (Flag Officer Second-in-Command, Far East Station). Während dieser Zeit wurde er am 1. Januar 1959 zum Companion des Order of the Bath (CB) ernannt sowie am 21. Mai 1960 zum Vice-Admiral befördert.
Im Januar 1961 wurde Vice-Admiral Begg als Nachfolger von Vice-Admiral Walter Couchman Vizechef des Marinestabes (Vice-Chief of the Naval Staff) und verblieb in dieser Verwendung bis Februar 1963, woraufhin Vice-Admiral John Frewen seine Nachfolge antrat. In dieser Verwendung war er zugleich einer der Lord Commissioner of Admiralty und wurde am 1. Januar 1962 auch zum Knight Commander des Order of the Bath (KCB) geschlagen und führte seither den Namenszusatz „Sir“.

### Aufstieg zumAdmiral of the Fleetund Gouverneur von Gibraltar
Begg, der am 8. März 1963 seine Beförderung zum Admiral erhielt, wurde am 24. April 1963 Nachfolger von Admiral Davud Luce als Oberkommandierender des neu geschaffenen Kommandos der Streitkräfte im Fernen Osten (Commander-in-Chief, Far East Command) und war bis zu seiner Ablösung durch Air Chief Marshal John Grandy am 29. Mai 1965 zugleich Militärischer Berater der Southeast Asia Treaty Organization (SEATO). Am 12. Juni 1965 wurde er zum Knight Grand Cross des Order of the Bath (GCB) erhoben. Im August 1965 übernahm er als Nachfolger von Admiral Wilfrid Woods die Funktion als Oberkommandierender des Marinestützpunktes Portsmouth (Commander-in-Chief, Portsmouth) und übte diesen Posten bis März 1966 aus, woraufhin Admiral Frank Henry Edward Hopkins ihn ablöste. Zuletzt wurde Admiral Begg im März 1966 abermals Nachfolger von Admiral David Luce als Erster Seelord (First Sea Lord) sowie zugleich als Chef des Marinestabes (Chief of the Naval Staff). Im August 1968 wurde Admiral of the Fleet Michael Le Fanu sein Nachfolger als Erster Seelord und Chef des Marinestabes. Er selbst wurde am 12. August 1968 noch zum Admiral of the Fleet befördert.
Im März 1969 löste Begg schließlich General Gerald Lathbury als Gouverneur von Gibraltar ab und übte dieses Amt bis zum 3. Oktober 1973 aus, woraufhin Air Chief Marshal John Grandy sein Nachfolger wurde. Zugleich war er als Gouverneur in Personalunion auch Oberkommandierender der Stadt und der Garnison Gibraltar. 1969 wurde er auch Knight des Order of Saint John (KStJ).
Aus seiner am 7. August 1943 geschlossenen Ehe mit Rosemary Cowan gingen zwei Söhne hervor. Er starb im Seniorenheim Dower House Nursing Home in Headbourne Worthy in der Grafschaft Hampshire.